# Daniel Auber
Daniel François Esprit Auber (ur. 29 stycznia 1782 w Caen, zm. 13 maja 1871 w Paryżu) – francuski kompozytor.

## Życiorys
Już jako małe dziecko uczył się gry na instrumentach i kompozycji. Początkowo zajmował się kupiectwem, potem poświęcił się muzyce. Studiował pod kierunkiem  Luigiego Cherubiniego, po którym został dyrektorem konserwatorium paryskiego (1842).
Był sławnym kompozytorem operowym, przedstawicielem tzw. opery konwersacyjnej i twórcą „wielkiej” opery historycznej. Wywarł wpływ na Stanisława Moniuszkę. Librecistą jego był Eugène Scribe. Najpiękniejsze melodie miały mu przychodzić do głowy w czasie jazdy konnej.
Był członkiem Instytutu Sztuk Pięknych oraz nadwornym kapelmistrzem Napoleona III. Znany jest przede wszystkim jako kompozytor około 50 oper (głównie komicznych) oraz baletów. W 1851 otrzymał Pour le Mérite za Naukę i Sztukę. W 1861 roku otrzymał krzyż Wielkiego Oficera Orderu Legii Honorowej. 

## Wybrana twórczość
- Le Maçon (1825)
- La muette de Portici (1828) – (Niema z Portici), która odegrała ważną rolę w rewolucji belgijskiej
- La Fiancée (1829)
- Fra Diavolo (1830)
- Lestocq (1834)
- Le cheval de bronze (1835) – (Spiżowy koń)
- L' ambassadrice (1836)
- Le domino noir (1837) – (Czarne domino)
- Le lac des fées (1839) – (Jezioro wieszczek)
- Les diamants de la couronne (1841)
- Haydée (1847)
- Marco Spada (1853)
- Manon Lescaut (1856)
- La fiancée du Roi de Garbe (1864)